# Antal Szentmihályi
Antal Szentmihályi (* 13. června 1939 Győr) je bývalý maďarský fotbalový brankář. S maďarskou reprezentací získal zlatou medaili na olympijských hrách v Tokiu v roce 1964, bronz na olympiádě v Římě v roce 1960 (kde ovšem do hry nezasáhl) a další bronz si přivezl z mistrovství Evropy v roce 1964. Krom toho se zúčastnil světových šampionátů v letech 1962 a 1966. Na MS odchytal jeden zápas (roku 1966 ve skupině proti Portugalsku), na ME dva. Za národní tým nastupoval v letech 1961–1969 a odehrál za něj 31 utkání. Na klubové úrovni působil v Győri ETO (1958–1959), Vasasu Budapešť (1959–1964) a Újpesti Dózsa (1965–1974). Má na svém kontě osm titulů mistra Maďarska, dva získal s Vasasem (1960/61, 1961/62), šest jich vybojoval v nejslavnější éře Újpestě (1969, 1970, 1970/71, 1971/72, 1972/73, 1973/74). S ní získal i maďarský pohár (1969, 1970), v dresu Vasasu zdvihl nad hlavu Středoevropský pohár (1962), jenž ovšem v té době již neměl předválečný lesk. Odehrál 27 zápasů v Poháru mistrů a 18 ve Veletržním poháru. Po skončení hráčské kariéry se stal trenérem.